# En de akker is de wereld
En de akker is de wereld is een roman van Dola de Jong. Het werd voor het eerst gepubliceerd in 1945 onder de naam And the Field is the World. De Nederlandse vertaling werd uitgegeven in 1947 door uitgeverij Querido.

## Verhaal
Het verhaal gaat over een joods echtpaar Aart en Lies dat voor het uitbreken van de Tweede Wereldoorlog naar Tanger vlucht. Onderweg naar Tanger ontfermen zij zich over kinderen die hun ouders zijn kwijtgeraakt. In Marokko bewerkt Aart samen met de kinderen een akker net buiten de stad. Op een dag wordt Aart gearresteerd en neemt Hans, een van de kinderen, het heft in handen.

## Inspiratie en ontvangst
De Jong groeide op in een joods gezin en vluchtte samen met haar man voor het uitbreken van de Tweede Wereldoorlog naar Tanger. Vanuit daar reisden zij in 1941 door naar New York. In New York kwam ze in contact met Maxwell Perkins. Met hem bespreekt ze het plan om te schrijven over haar ervaringen in Tanger. Dit leidde tot het boek En de akker is de wereld. Aanvankelijk werd het boek in de Verenigde Staten in het Engels uitgegeven onder de titel And the Field is the World. De vertaling van het boek naar het Nederlands deed De Jong zelf.
Het boek werd destijds goed ontvangen. In 1947 won het boek de Prozaprijs, de voorloper van de Multatuliprijs, van de Gemeente Amsterdam.

### Heruitgave
In 2015 werd het boek opnieuw uitgegeven door Uitgeverij Cossee. Bij de heruitgave is het originele ontwerp van de omslag behouden die Susanne Heynemann in 1947 voor de uitgave van uitgeverij Querido ontwierp. De heruitgave werd opnieuw goed ontvangen. Auteur Abdelkader Benali zei in 2022 dat hij het boek ‘actueler dan ooit’ vond. De Volkskrant was van mening dat Dola de Jong het verdient om herontdekt te worden.